# Кузнецов, Анатолий Семёнович
Анатолий Семёнович Кузнецов (1 апреля 1926, Верхне-Тагильский завод, Невьянский район, Свердловский округ, Уральская область, РСФСР, СССР — 28 декабря 1996, город Верхний Тагил, Свердловская область, Россия) — старшина Рабоче-крестьянской Красной Армии, участник Великой Отечественной войны, Герой Советского Союза (1945).

## Биография
Родился 1 апреля 1926 года в посёлке Верхне-Тагильский завод Невьянского района Свердловского округа Уральской области (ныне — город Верхний Тагил Свердловской области). После окончания начальной школы работал разнорабочим на заводе. В июле 1944 года Кузнецов был призван на службу в Рабоче-крестьянскую Красную Армию. С декабря того же года — на фронтах Великой Отечественной войны. К апрелю 1945 года гвардии сержант Анатолий Кузнецов командовал пулемётным расчётом 84-го гвардейского стрелкового полка 33-й гвардейской стрелковой дивизии 43-й армии 3-го Белорусского фронта. Отличился во время штурма Кёнигсберга.
В период с 6 по 11 апреля 1945 года расчёт Кузнецова, участвуя боях за Кёнигсберг, уничтожил более 100 солдат и офицеров противника, ещё 80 взял в плен.
Указом Президиума Верховного Совета СССР от 29 июня 1945 года гвардии сержант Анатолий Кузнецов был удостоен высокого звания Героя Советского Союза с вручением ордена Ленина и медали «Золотая Звезда». Был также награждён орденом Отечественной войны 1-й степени и рядом медалей.
После окончания войны в звании старшины Кузнецов был демобилизован. Проживал в Сургуте, работал машинистом экскаватора, затем старшим прорабом.
Скончался 28 декабря 1996 года в Верхнем Тагиле. Похоронен на Старом кладбище города.